# Mikuláš z Husi
Mikuláš z Husi (ur. ok. 1375, zm. 24 grudnia 1420 w Pradze) – czeski polityk, szlachcic i czołowy przedstawiciel ruchu husyckiego. Jeden z najwyżej postawionych dowódców w powstaniu husyckim.
Był właścicielem ziemskim z własną warownią, mieszczącą się w miejscowości Záblatí. W połowie 1419 roku wyjechał do Pragi, z której został później wydalony. W listopadzie rozpoczął szerzej zakrojoną działalność polityczną, a po śmierci Wacława Luksemburskiego powrócił do stolicy Czech. Tam też został powołany na jednego z kapitanów powstania i rozpoczął walki u boku Jana Žižki. Podczas kampanii husytów walczył m.in. pod Táborem, Wyszehradem czy Pankrácem. 10 grudnia 1420 roku w praskim Ratuszu Staromiejskim zorganizowano obrady związane z konfliktami religijnymi w Czechach, w celu osiągnięcia kompromisu lub rezygnacji jednej ze stron konfliktu husycko-cesarskiego. Niedługo później na wydarzenie to zaproszono Mikuláša, został on jednak powiadomiony o możliwości spisku na swoje życie i odradzano mu przyjazd. Podjął szybką decyzję o opuszczeniu miasta, ślubując że nigdy do niego nie powróci. Podczas ucieczki z Pragi 24 grudnia 1420, przeprawiając się mostem przez rzekę Botič spadł z konia. Niedługo później w wyniku odniesionych ran zmarł, w wieku około 45 lat.